# Bebo Norman
Jeffrey Stephen "Bebo" Norman (nascido em 19 de maio de 1973) é um músico cristão contemporâneo de Columbus, Georgia, nos Estados Unidos. Inicialmente, ele ganhou popularidade durante um tour com outra banda cristã, Caedmon's Call. É casado com Roshare Finecey.
No início de 2013, logo após o lançamento do seu álbum "Lights of Distant Cities" Bebo Norman optou por se aposentar do mundo da música, sendo esta concretizada ao final do mesmo ano.

## Discografia

#### Álbuns de estúdio
- The Fabric of Verse (1996)
- Ten Thousand Days (1999)
- Big Blue Sky (2001)
- Myself When I Am Real (2002)
- Try (2004)
- Between the Dreaming and the Coming True (2006)
- Christmas... From the Realms of Glory (2007)
- Bebo Norman (2008)
- Ocean (2010)
- Lights of Distant Cities (2012)

#### Compilações
- Great Light of the World: The Best of Bebo Norman (2007)

## Prêmios
GMA Dove Awards 
- 2003: City on a Hill: Sing Alleluia – Special Event Album of the Year